# Praeconvoluta bocasensis
Praeconvoluta bocasensis är en plattmaskart som beskrevs av Hooge och Tyler 2008. Praeconvoluta bocasensis ingår i släktet Praeconvoluta och familjen Isodiametridae. Inga underarter finns listade i Catalogue of Life.